# Kaliumheptafluoroniobat
Kaliumheptafluoroniobat ist eine anorganische chemische Verbindung des Kaliums aus der Gruppe der Kaliumfluorkomplexe.

## Gewinnung und Darstellung
Kaliumheptafluoroniobat kann durch Reaktion von Niob(V)-oxid mit Flusssäure und Kaliumhydrogendifluorid gewonnen werden.
{\displaystyle \mathrm {Nb_{2}O_{5}+6\ HF+4\ KHF_{2}\longrightarrow 2\ K_{2}[NbF_{7}]+5\ H_{2}O} }

## Eigenschaften
Kaliumheptafluoroniobat ist ein hygroskopischer weißer Feststoff, der löslich in Wasser ist und in Form kleiner, stark glänzender Nadeln vorliegt. [NbF7]2− hydrolysiert leicht zu [NbOF5]2−. Kaliumheptafluoroniobat besitzt eine monokline Kristallstruktur mit der Raumgruppe P21/c (Raumgruppen-Nr. 14) und den Gitterparametern a = 5,846 Å, b = 12,69 Å, c = 8,515 Å und β = 90,0°.

## Verwendung
Kaliumheptafluoroniobat wird zur elektrochemischen Synthese von Niobdiborid NbB2 verwendet. Es dient auch als Zwischenprodukt zur Herstellung von Niob aus Nioberzen wie Niobit durch Schmelzflusselektrolyse bei ca. 800 °C. K2[NbF7] dotiert mit Mn4+ wurde als Leuchtstoff für warmweiße LED vorgeschlagen, da es unter UV bzw. blauer Anregung intensive schmalbandige rote Lumineszenz aufweist.